# Новиков, Владимир Ильич (нефтехимик)
Владимир Ильич Новиков (1926 — 1994) — передовик советской нефтехимической промышленности, старший оператор Ухтинского нефтеперерабатывающего завода Министерства нефтеперерабатывающей и нефтехимической промышленности СССР, Коми АССР, Герой Социалистического Труда (1971).

## Биография
Родился в 1926 году в селе Синявка Воронежской области в русской семье.
Участник Великой Отечественной войны с 1943 года. Служил старшим радиотелеграфистом роты управления 49 механизированной бригады 4-й гвардейской танковой армии прошёл с боями через Польшу, участвовал во взятии Берлина и освобождении столицы Чехословакии Праги. После окончания войны ещё пять лет служил в Советской Армии.
Демобилизовавшись в 1951 году, Владимир Ильич пришёл работать на Ухтинский нефтеперерабатывающий завод. Окончил заводские курсы операторов, прошёл практику на Сызранском нефтеперерабатывающем заводе и стал работать на атмосферно-вакуумной трубчатке. Осваивал новую технологическую установку, которая расширяла ассортимент нефтепродуктов, повышала их качество.
Автор ряда рационализаторских предложений. Одним из первых на заводе кто стал участвовать в акции по сбору средств на сооружение памятника воинам-ухтинцам, павшим в боях за Родину в годы Великой Отечественной войны. Отличный наставник, именно в его смене прошли хорошую трудовую закалку многие операторы и помощники операторов, некоторые из них со временем стали главными специалистами завода.
Указом Президиума Верховного Совета СССР от 20 апреля 1971 года за достижение высоких показателей в производстве и промышленности Владимиру Ильичу Новикову было присвоено звание Героя Социалистического Труда с вручением ордена Ленина и медали «Серп и Молот».
Трудился на заводе до выхода на заслуженный отдых.
Проживал в городе Ухта. Умер в 1994 году.

## Награды
За трудовые успехи был удостоен:
- золотая звезда «Серп и Молот» (20.04.1971)
- орден Ленина (20.04.1971)
- Орден Отечественной войны 2 степени (11.03.1985)
- Орден Знак Почёта (19.03.1959)
- Медаль «За отвагу» (09.03.1945)
- Медаль "За трудовое отличие" (25.06.1954)
- другие медали.
- Заслуженный работник народного хозяйства Коми АССР (1964).